# Mojave (cratera)

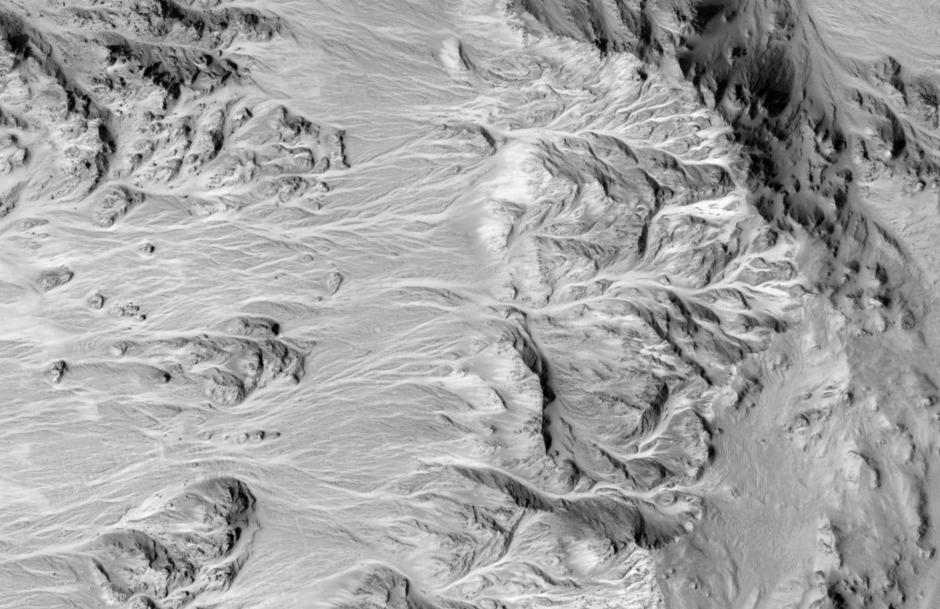
Leques aluviais na cratera Mojave, visto pela HiRISE. A porção elevada está à direita. A rede ramificada de canais corre da porção elevada (a borda da cratera) para a porção baixa.

A cratera Mojave é uma cratera de impacto no quadrângulo de Oxia Palus em Marte localizada a 
7.5° latitude norte e 33.1° longitude oeste. Seu diâmetro é de 58.5 km e recebeu este nome em referencia a uma cidade na Califórnia, Estados Unidos.
A cratera Mojave, na região de Xanthe Terra, apresenta leques aluviais que se assemelham de maneira incrível às formações geológicas do deserto de Mojave no sudoeste dos Estados Unidos. Leques dentro e ao redor do exterior da cratera Mojave em Marte são perfeitamente análogos aos leques aluviais da Terra. Tal como na Terra, as maiores rochas se situam próximo às desembocaduras dos leques. Como os canais se iniciam no topo dos tergos, acredita-se que eles tenham se formado por precipitações pesadas. Pesquisadores sugerem que a chuva pode ter sido iniciada por impactos.
A cratera Mojave possui uma profundidade de aproximadamente 2,604 metros. Baseando se em seu diâmetro e profundidade, os pesquisadores acreditam que esta cratera seja bastante jovem. Ela não tem existido tempo suficiente para acumular sedimentos e começar a acumular depósitos. Esta cratera tem dado aos cientistas uma boa noção sobre os processos de impacto por ser tão recente.